# Falkenbergs Motorbana

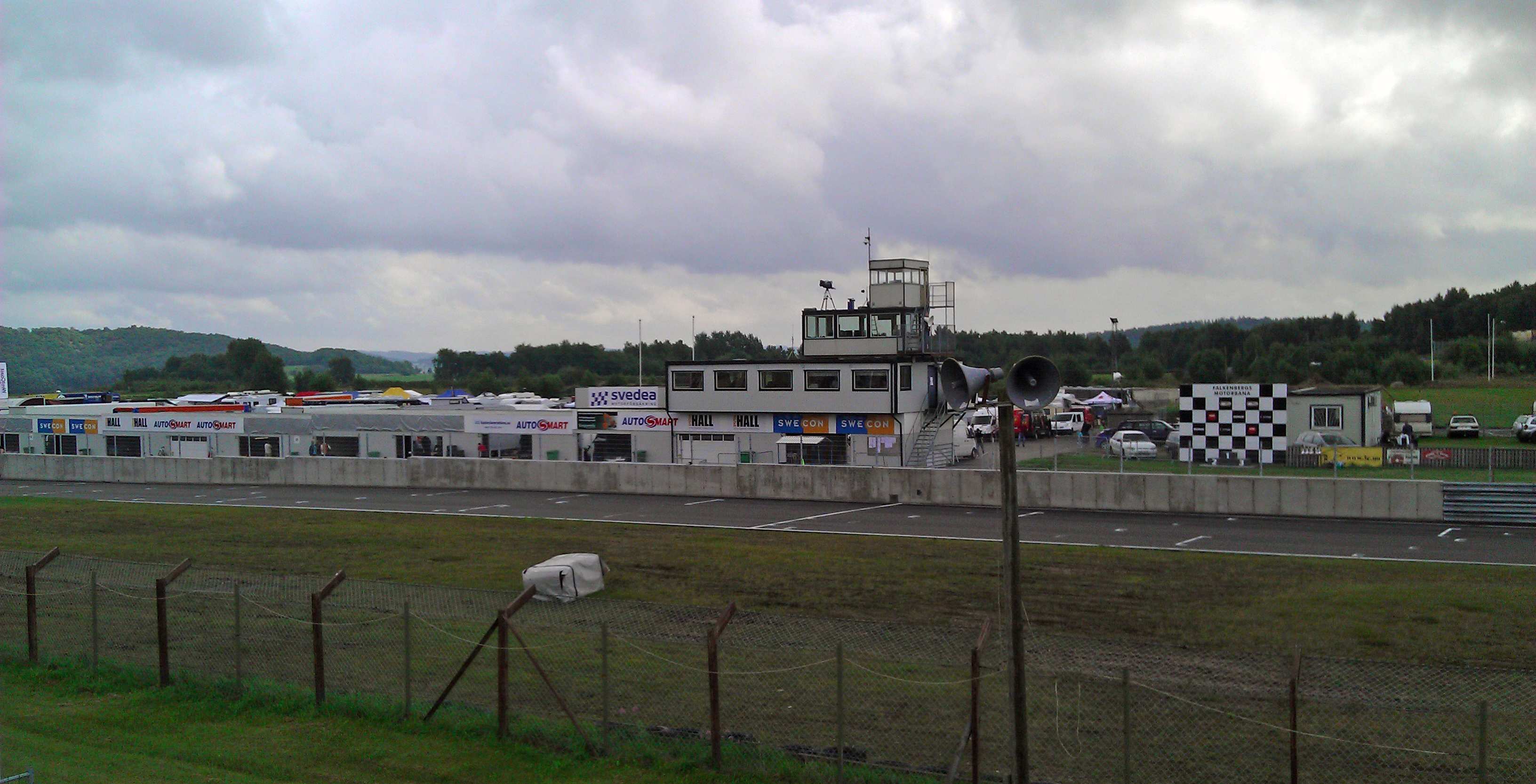
Falkenbergs Motorbana

Falkenbergs Motorbana – tor wyścigowy w Bergagård, w Szwecji, otwarty w 1967 roku. Ze względów bezpieczeństwa w 2004 roku pierwszy zakręt został zmieniony w szykanę.